# Чемпіонат Польщі з хокею 1986—1987
Чемпіонат Польщі з хокею 1987 — 52-ий чемпіонат Польщі з хокею, чемпіоном став клуб Подгале (Новий Тарг).

## Попередній раунд
| М   | Команда               | І  | В  | Н | П  | Ш      | О  |
| --- | --------------------- | -- | -- | - | -- | ------ | -- |
| 1.  | Заглембє Сосновець    | 18 | 14 | 1 | 3  | 100:52 | 29 |
| 2.  | Подгале (Новий Тарг)  | 18 | 12 | 4 | 2  | 96:43  | 28 |
| 3.  | Полонія Битом         | 18 | 14 | 0 | 4  | 95:45  | 28 |
| 4.  | Напшуд Янув           | 18 | 13 | 0 | 5  | 95:64  | 26 |
| 5.  | ГКС Тихи              | 18 | 8  | 2 | 8  | 79:68  | 18 |
| 6.  | Краковія Краків       | 18 | 6  | 6 | 6  | 61:68  | 18 |
| 7.  | ЛКС (Лодзь)           | 18 | 5  | 2 | 11 | 68:105 | 12 |
| 8.  | Сточньовець (Гданськ) | 18 | 4  | 1 | 13 | 47:92  | 9  |
| 9.  | ГКС Катовіце          | 18 | 2  | 2 | 14 | 59:104 | 6  |
| 10. | Полонія (Бидгощ)      | 18 | 1  | 4 | 13 | 41:100 | 6  |

Скорочення: М = підсумкове місце, І = ігри, В = перемоги, Н = нічиї, П = поразки, Ш = закинуті та пропущені шайби, О = набрані очки

## Фінальний раунд
| М  | Команда              | І  | В  | Н | П  | Ш       | О  |
| -- | -------------------- | -- | -- | - | -- | ------- | -- |
| 1. | Подгале (Новий Тарг) | 28 | 19 | 6 | 3  | 135:71  | 44 |
| 2. | Напшуд Янув          | 28 | 20 | 2 | 6  | 143:89  | 42 |
| 3. | Полонія Битом        | 28 | 19 | 1 | 8  | 132:75  | 39 |
| 4. | Заглембє Сосновець   | 28 | 16 | 1 | 11 | 123:91  | 33 |
| 5. | ГКС Тихи             | 28 | 10 | 5 | 13 | 106:107 | 25 |
| 6. | Краковія Краків      | 28 | 8  | 8 | 12 | 95:115  | 24 |

Скорочення: М = підсумкове місце, І = ігри, В = перемоги, Н = нічиї, П = поразки, Ш = закинуті та пропущені шайби, О = набрані очки

## Кваліфікаційний раунд
| М   | Команда               | І  | В  | Н | П  | Ш       | О  |
| --- | --------------------- | -- | -- | - | -- | ------- | -- |
| 7.  | ЛКС (Лодзь)           | 30 | 11 | 4 | 15 | 120:152 | 26 |
| 8.  | Сточньовець (Гданськ) | 30 | 10 | 3 | 17 | 92:133  | 23 |
| 9.  | ГКС Катовіце          | 30 | 7  | 4 | 19 | 112:154 | 18 |
| 10. | Полонія (Бидгощ)      | 30 | 4  | 6 | 20 | 81:152  | 14 |

Скорочення: М = підсумкове місце, І = ігри, В = перемоги, Н = нічиї, П = поразки, Ш = закинуті та пропущені шайби, О = набрані очки

## Плей-оф

### Чвертьфінали
- Полонія Битом — Краковія Краків 2:0 (12:1, 6:3)
- Напшуд Янув — ЛКС (Лодзь) 2:0 (6:3, 8:4)
- Заглембє Сосновець — ГКС Тихи 2:1 (3:6, 2:1, 8:5)
- Подгале (Новий Тарг) — Сточньовець (Гданськ) 2:0 (11:2, 9:3)

### Півфінали
- Подгале (Новий Тарг) — Заглембє Сосновець 2:1 (3:5, 3:2, 5:4 ОТ)
- Напшуд Янув — Полонія Битом 0:2 (1:3, 5:6)

### Фінал
- Подгале (Новий Тарг) — Полонія Битом 2:1 (1:2, 4:3, 5:4)

## Матч за 7 місце
- ЛКС (Лодзь) — Сточньовець (Гданськ) 2:0 (8:6, 6:4)

## Матч за 5 місце
- ГКС Тихи — Краковія Краків 1:2 (3:4, 8:6, 1:5)

## Матч за 3 місце
- Напшуд Янув — Заглембє Сосновець 2:1 (4:6, 11:3, 4:2)

## Кваліфікація
- ГКС Катовіце — Полонія (Бидгощ) 2:0 (4:3, 4:2)

## Найкращий гравець
Найкращим гравцем був визнаний Ян Стопчук ЛКС (Лодзь).

## ІІ Ліга
Переможець ліги Унія (Освенцім).